# Gachantiva (ort i Colombia)
Gachantiva är en ort i Colombia.   Den ligger i departementet Boyacá, i den centrala delen av landet, 140 km norr om huvudstaden Bogotá. Gachantiva ligger 2 431 meter över havet och antalet invånare är 534.
Terrängen runt Gachantiva är kuperad, och sluttar västerut. Runt Gachantiva är det ganska glesbefolkat, med 39 invånare per kvadratkilometer. Närmaste större samhälle är Villa de Leyva, 12,7 km söder om Gachantiva. Omgivningarna runt Gachantiva är en mosaik av jordbruksmark och naturlig växtlighet.